# Lemingowiec leśny
Lemingowiec leśny, leming leśny (Myopus schisticolor) – gatunek ssaka z podrodziny karczowników (Arvicolinae) w obrębie rodziny chomikowatych (Cricetidae).

## Zasięg występowania
Lemingowiec leśny występuje na Półwyspie Fennoskandzkim przez północną i środkowa Rosję, aż po wybrzeże Oceanu Spokojnego na Rosyjskim Dalekim Wschodzie i wyspę Sachalin, na południe do północnej Mongolii i północno-wschodniej Chińskiej Republiki Ludowej (Heilongjiang).

## Taksonomia
Gatunek po raz pierwszy zgodnie z zasadami nazewnictwa binominalnego opisał w 1844 roku szwedzki zoolog N. Lilljeborg nadając mu nazwę Myodes schisticolor. Holotyp pochodził z pobliża Lillehammer, w Mjosen, w Gudbrandsdalen, w Norwegii. 
Jedyny żyjący przedstawiciel rodzaju Myopus. Jest blisko spokrewniony z lemingami (Lemmus).  Pięć podgatunków, które wstępnie uznano, nie odpowiada ewolucyjnej strukturze gatunku. Analiza filogeograficzna wyłoniła dwie główne linie rodowe: jedną ograniczoną do niewielkiego obszaru na Dalekim Wschodzie, a drugą szeroko rozpowszechnioną. Autorzy Illustrated Checklist of the Mammals of the World uznają ten takson za gatunek monotypowy.

### Etymologia
- Myopus: gr. μυς mus, μυος muos „mysz”[15]; πους pous, ποδος podos „stopa”[16].
- schisticolor: późnołac. schistus „łupek”, od łac. lapis schistos „kamień rozszczepialny”, od gr. σχιστος skhistos „rozszczepiony”, od σχιζω skhizō „podzielić”; łac. color, coloris „kolor”[17].

## Morfologia
Długość ciała (bez ogona) 90–115 mm, długość ogona 12–19,7 mm; masa ciała samic 20–40 g, samców 20–38 g. Od leminga norweskiego różni się przede wszystkim wielkością i kolorem futra. 

## Ekologia
Pożywienie
Roślinożerca, żywi się mchami.
Rozmnażanie
Samica rodzi 4-5 młodych, w sezonie może mieć nawet 4-5 miotów.